# Eubucco
Eubucco is een geslacht van vogels uit de familie Amerikaanse baardvogels (Capitonidae). 

## Soorten
Het geslacht kent de volgende vier soorten:
- Eubucco bourcierii – Roodkopbaardvogel
- Eubucco richardsoni – Citroenkeelbaardvogel
- Eubucco tucinkae – Carabayabaardvogel
- Eubucco versicolor – Bonte baardvogel